# 東和子・西〆子
東和子・西〆子（あずまかずこ・にししめこ）は、昭和期に活躍した女流漫才師コンビ。
1949年（昭和24年）コンビ結成、落語協会や漫才研究会に加入し寄席に出演し人気を呼んだ。しかし、1964年（昭和39年）東和子が都上英二と結婚、2代目東喜美江を名乗りコンビ解消。その後1983年（昭和58年）3月からコンビ再結成し、復活が喜ばれたが1985年東和子の死去で解散。

## メンバー
東和子（1928年（昭和3年）1月25日 - 1985年（昭和60年）8月23日）
北海道函館市出身。初代東喜美江の弟子、本名は股村和子。ギター担当。看護師をしていたが、戦後上京。1964年に都上英二と結婚、2代目東喜美江と名乗り夫婦漫才コンビを組む。都上英二没後は元・さえずり姉妹の相原ひとみとコンビを組んだ（1980年 - 1982年）が、1983年3月からは再度西〆子と組んだ。1985年卵巣がんで死去。
西〆子（1932年（昭和7年）1月24日 - 1986年（昭和61年）10月6日）
名古屋市出身。夫婦漫才コンビ松鶴家千代若・千代菊の長女。本名は安藤〆子。三味線担当。両親が巡業先の名古屋で出生。名前の〆子は顔・容姿はあまりにも不細工だったので父・千代若が「シメタ！！、この顔・容姿、芸人にさせよ」とぼやいて決まったのだという。1939年より東京に暮らした。東和子とコンビ解消後は、1965年よりさえずり姉妹として活動後、ピンで活動ののち引退。「笑点」の前身番組「金曜夜席」の大喜利コーナーでの座布団運び担当など。1983年に復帰。東和子の死去後、程なく体調を崩し1986年死去。

## 参考資料
https://tokyomanzai0408.com/archives/2594